# Boneface
Boneface est un artiste illustrateur de la scène underground de Liverpool. Il garde l'anonymat, cachant son visage derrière un masque de tête de mort ensanglantée.

## Style
Boneface est inspiré par la pop-culture des années 1990, principalement les jeux vidéo et les comics. Il illustre dans un style dynamique et violent des scènes comprenant des super-héros vaincus, des personnages blessés et meurtris,.

## Illustrations
- 2012 : Hotline Miami Collected Edition, illustration de couverture[3] ;
- 2013 : …Like Clockwork de Queens of the Stone Age, illustration de couverture et clips[4] ;
- 2017 : Villains de Queens of the Stone Age, illustration de couverture[5] ;
- 2018 : Deadpool 2 pour Fox Movies, illustrations de personnages[6] ;
- 2019 : Advice de Hawk Eyes : illustrations[7] ;
- 2019 : Travis Strikes Again: No More Heroes pour Grasshopper Manufacture, illustration de couverture et concept art[8] ;
- 2019 : Chapter Brewing, illustrations de marque[9] ;
- 2019 : Mad Max: Fury Road, Suicide Squad, Creepshow et Planète Hulk pour Mondo[10], illustrations et posters[11] ;
- 2022 : Westerham Brewery, illustrations de marque[12] ;
- 2023 : In Times New Roman... de Queens of the Stone Age, illustration de couverture[13].

### Collaboration avec Queens of the Stone Age
Depuis 2013, Boneface participe au design graphique des albums de Queens of the Stone Age. Josh Homme entend parler de Boneface pour la première fois dans le magazine Juxtapoz. L'artiste y explique ses inspirations et les raisons de son apparente misanthropie.
Boneface est recruté pour réaliser le design graphique de ...Like Clockwork sorti en 2013 et l'animation des clips bien qu'il n'ait jamais animé. Il illustre l'album dans les thèmes de la science-fiction post-apocalyptique, de la peur et de la fin du monde.
Il réalise ensuite le design graphique de l'album Villains sorti en 2017 dont les thèmes principaux des illustrations de l'album sont le mal manichéiste, le Diable, l'irrévérence et la rébellion, et In Times New Roman... en 2023.

## Brasserie
Boneface est également brasseur de bière en collaboration avec Kelly Ryan et Joe Wood, et possède une brasserie à Upper Hutt en Nouvelle-Zélande.